# جک بامبر
جان "جک" بامبر (به انگلیسی: John "Jack" Bamber) (زادهٔ 	۱۱ آوریل ۱۸۹۵ - درگذشته ۲۷ مه ۱۹۷۳) بازیکن فوتبال اهل انگلستان بود که سابقهٔ بازی در تیم ملی فوتبال انگلستان را در کارنامهٔ خود دارد. وی در تاریخ ۱۴ مارس ۱۹۲۱ تنها بازی ملی خود را در مقابل تیم ملی فوتبال ولز انجام داد.